# Gamera kontra Zigra
Gamera kontra Zigra (jap. ガメラ対大魔獣ジャイガ Gamera tai Shinkai Kaijū Jigura) – japoński film typu kaijū z 1971 roku w reżyserii Noriaki Yuasy. Siódmy film z serii o Gamerze.

## Fabuła
Statek kosmiczny należący do rasy Zigran bez ostrzeżenia atakuje japońską bazę księżycową. Na Ziemi młody Kenichi wraz z ojcem i jego przyjaciółką są świadkami upadku do oceanu statku kosmicznego. Gdy wyruszają na miejsce by zbadać zdarzenie zostają porwani przez wiązki promieni i przeniesieni na statek obcych. Na pokładzie znajduje się Koibeta X informująca o swej przynależności do rasy Zigran. W międzyczasie na pomoc rusza im Gamera. Statek pod wpływem ognia Gamery wzywa olbrzymiego rekina o imieniu Zigra. Gamera będzie musiał stoczyć pojedynek na śmierć i życie.

## Obsada
- Eiko Yanami – Kobieta X / Chikako Sugawara
- Reiko Kasahara – Kiyoko Ishikawa
- Mikiko Tsubouchi – pani Ishikawa
- Kōji Fujiyama – Tom Wallace
- Isamu Saeki – dr Yōsuke Ishikawa
- Yasushi Sakagami – Kenichi Ishikawa
- Arlene Zoellner – Margie Wallace
- Gloria Zoellner – Helen Wallace
- Shin Minatsu – Ango Yamada